# Yūichi Komano
Yūichi Komano (25 iunie 1981) este un jucător de fotbal japonez, care joacă pentru Júbilo Iwata și pentru Echipa națională de fotbal a Japoniei.